# Isabella Potbury
Isabella Claude Potbury (1890 - 1965) est une suffragette militante et portraitiste britannique. Membre de la Women's Social and Political Union (WSPU), elle est arrêtée à plusieurs reprises, emprisonnée et nourrie de force. Elle reçoit la Hunger Strike Medal décernée par la WSPU

## Biographie

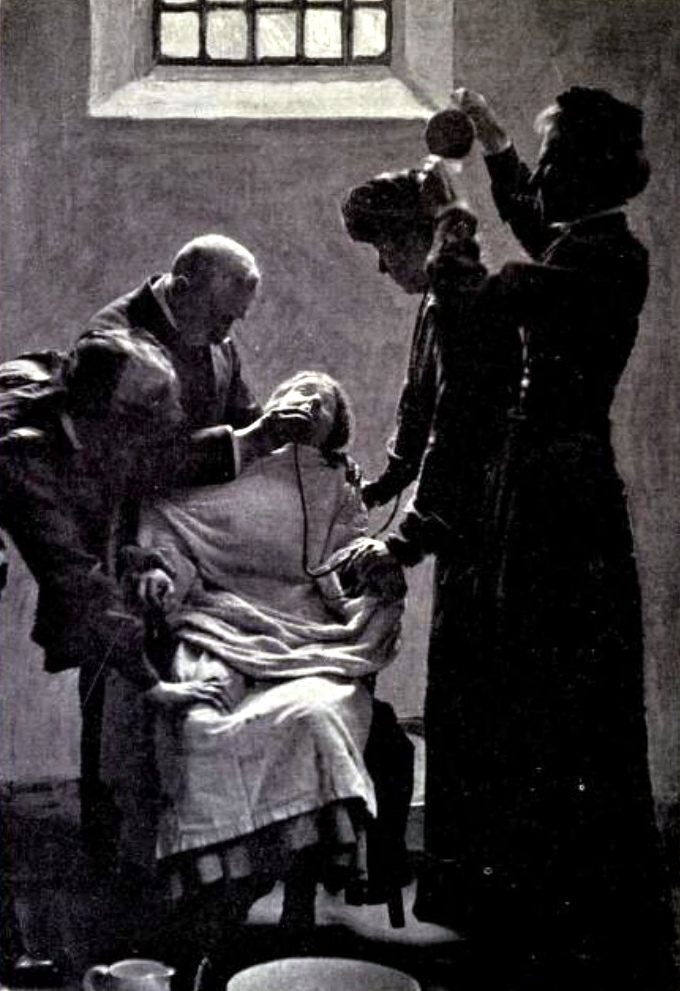
Une suffragette nourrie de force ; Potbury a subi ce traitement en 1912 dans la prison de Holloway.

Isabella Potbury est née en 1890 à Epsom dans le Surrey, fille de Harriet Alice née Clapham (1862–1942) et du maître d'école diplômé de Cambridge John Albert Potbury (1859–1903).
Elle est arrêtée pour la première fois le 25 novembre 1910, après quoi elle comparait devant le Bow Street Magistrates' Court. Elle y est de nouveau jugée le 24 novembre 1911 après une nouvelle arrestation à la suite de laquelle elle est emprisonnée. Potbury est de retour devant le tribunal lors des sessions de Londres le 12 décembre 1911 et comparait de nouveau à Bow Street le 7 mars 1912 après avoir brisé dix fenêtres avec Olive Wharry et Mollie Ward chez Messers Robinson et Cleaver sur Regent Street à Londres d'une valeur de 195 £. Étudiante âgée de 22 ans, Potbury est envoyée en jugement aux sessions de Londres le 19 mars 1912, condamnée à une peine de six mois d'emprisonnement à la prison de Holloway où elle est cosignataire du mouchoir des suffragettes en 1912. Elle est libérée tôt fin juin 1912 après avoir rejoint la grève de la faim et avoir subi une alimentation forcée. Sa dernière apparition à Bow Street a lieu le 30 juin 1914,.
En 1929, elle épouse le dramaturge et acteur Charles Nicholas Spencer (1898–1958) à Chelsea à Londres. Le couple vit au 113 Cheyne Walk à Chelsea.
Isabella Claude Spencer meurt le 31 juillet 1965 à Chelsea,.